# Corullón (kommunhuvudort)
Corullón är en kommunhuvudort i Spanien.   Den ligger i provinsen Provincia de León och regionen Kastilien och Leon, i den nordvästra delen av landet, 400 km nordväst om huvudstaden Madrid. Corullón ligger 523 meter över havet och antalet invånare är 1 130.
Terrängen runt Corullón är huvudsakligen kuperad, men österut är den platt. Runt Corullón är det ganska tätbefolkat, med 104 invånare per kvadratkilometer. Närmaste större samhälle är Ponferrada, 18,6 km öster om Corullón. Trakten runt Corullón består till största delen av jordbruksmark.